# Opération Nordlicht (1944)

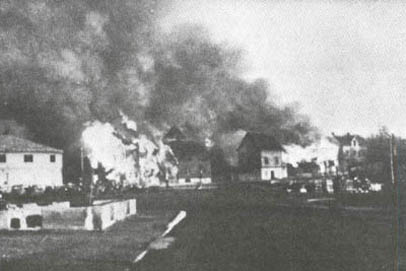
La ville norvégienne de Kirkenes brûle après le retrait des forces allemande.

Pour les articles homonymes, voir Opération Nordlicht.
L'opération Nordlicht (en allemand : Unternehmen Nordlicht) est une opération militaire allemande à la fin de la Seconde Guerre mondiale.

## But
À la suite de la signature de la paix séparée de la Finlande avec l'URSS, les Allemands sont contraints de passer sur la défensive face à leur ancien cobelligérant (opération Birke). La défense des mines de nickel devient moins importante pour les Allemands et le 3 octobre 1944, l'opération Birke est changée en opération Nordlicht le 4 octobre 1944. Le but est d'abandonner la région de Petsamo et de fortifier le Sud du pays.

## Déroulement de l'opération
L'ensemble de la 20e armée de montagne se replie. L'opération prend fin le 30 janvier 1945.

## Victimes
- Aucune